# Mariano Carlos Solano y Gálvez

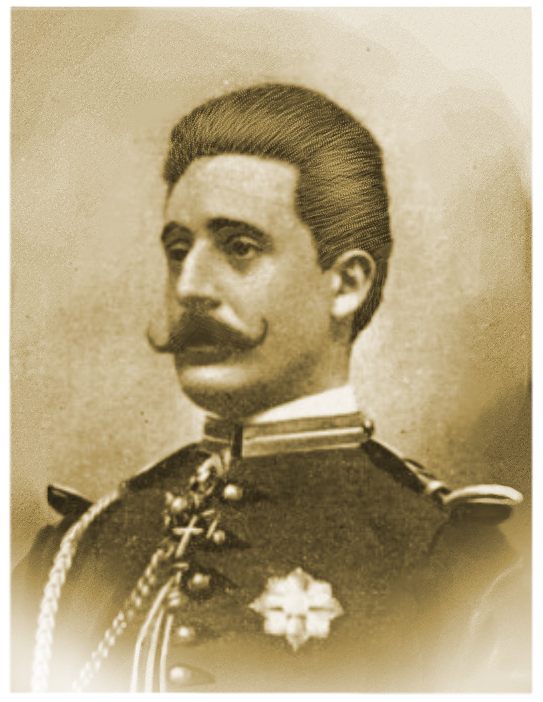
Quinto marques de monsalud

Don Mariano Carlos Solano y Gálvez (Madrid, 20 de mayo de 1858 – ibídem, 6 de febrero de 1910), quinto marqués de Monsalud, fue un aristócrata, historiador y coleccionista arqueológico español.

## Biografía
Nació en Madrid el 20 de mayo de 1858, hijo de Don Carlos José Solano San Pelayo y Ortiz de Rozas, IV marqués de Monsalud y gentilhombre de cámara de Su Majestad, y de Dª María Teresa Gálvez Villalpando, camarera de la Reina.
De su primera infancia en Madrid hay pocos datos biográficos. Entre finales de los sesenta y mediados de los setenta estudió en Bruselas en el colegio jesuita de Saint Michel, y después estudió en la Universidad de Lovaina, regida también por los jesuitas.
Al morir su padre, Don Mariano Carlos hereda el título de Marqués de Monsalud, sucesión que se fecha en el 9 de febrero de 1886. Desde entonces viene a vivir Almendralejo junto con su madre, en el Palacio de Monsalud.
Su vida en el palacio fue bastante tranquila en compañía de su madre, y ni siquiera se decidió a abandonar Almendralejo cuando fue nombrado miembro de número de la Real Academia de la Historia.
En tierras extremeñas desarrolló el marqués su afán de coleccionista y estudioso de la historia. Lo que comenzó siendo un puñado de objetos sin gran significación que caía en su poder de forma más o menos accidental, pasó a ser con el tiempo, fruto de su febril y apasionada investigación, una auténtica colección de piezas arqueológicas, conocida desde entonces hasta ahora como Colección Monsalud de Almendralejo, si bien lo que hoy tenemos no son sino escasos restos.
De vital importancia para conocer la personalidad y los trabajos de Monsalud es la correspondencia que mantiene con el padre Fidel Fita, jesuita catalán de gran erudición, publicada en 1997 por Luis García Iglesias .
El padre Fidel Fita fue el valedor de Don Mariano Carlos para su ingreso en la Real Academia de la Historia, que se produjo el 2 de diciembre de 1898, cuando cubrió la vacante dejada por el pacense Vicente Barrantes. En su ingreso pronunció un discurso titulado «Arqueología romana y visigótica de Extremadura».
Según Mallón y Marín, implacables críticos de la figura del Marqués de Monsalud, su obra literaria es escasa, tanto en cantidad como en calidad. Se conserva su discurso de ingreso en la Academia y sus colaboraciones en la Revista de Extremadura y en el Boletín de la Real Academia de la Historia.
Mallón y Marín, en su libro Las inscripciones publicadas por el Marqués de Monsalud (1951), vienen a negar fiabilidad alguna a los trabajos de Monsalud. Sin embargo, a partir de 1970, empieza a producirse cierta reivindicación de los mismos, a partir de un artículo publicado por Carlos Callejo en la Revista de Estudios Extremeños.
Pero tal vez lo más importante de la figura del Marqués de Monsalud no fue su obra impresa, sino el haber salvado del olvido y de la destrucción infinidad de monumentos, objetos y documentos epigráficos, la conocida como Colección Monsalud.
El Marqués de Monsalud falleció en Madrid, el 6 de febrero de 1910. No dejó otorgado testamento, y la sucesión de sus títulos y propiedades se hizo de acuerdo a las previsiones legales ordinarias: su madre era heredera de cuanto dejaba. La Marquesa murió poco después, en 1911, dejando como heredero a Don Carlos Solano y Adán de Yarza, a quien imponía «la obligación de concluir las obras trazadas por el finado hijo de la testadora, señor Marqués de Monsalud, en el palacio de Almendralejo, con arreglo a las instrucciones que ha dejado el mismo, así como la instalación de las antigüedades y la colocación de todos los objetos del Museo, una vez terminadas las obras pendientes».
Pero el nuevo propietario del palacio no respetó estas condiciones. El palacio quedó deshabitado y su colección comenzó a sufrir pérdidas. Lo que quedaba de la Colección Monsalud pasó en 1930 a poder del librero barcelonés D. Rafael Casulleras, y sólo una parte pudo ser salvada por la Administración del Estado e incorporada al Museo Arqueológico Nacional de Madrid. Una parte limitada quedó en Almendralejo, que es la que actualmente se expone como Colección Monsalud en el Convento de San Antonio de la ciudad. Esta colección está formada unas ochenta piezas, de los periodos romano, visigodo y árabe.